# Penig
Penig è una città di 9.968 abitanti della Sassonia, in Germania.
Appartiene al circondario (Landkreis) della Sassonia centrale (targa FG).

## Storia
Il 1º gennaio 1999 alla città di Penig vennero aggregati i comuni di Tauscha, Thierbach e Chursdorf.